# Luis Fonsi
Luis Alfonso Rodríguez López-Cepero, portoriški pevec, * 15. april 1978, San Juan, Portoriko.
Najbolj znan je po svetovni uspešnici "Despacito", ki je 5. avgusta 2017 postala najbolj predvajana pesem na YouTube vseh časov.
Hkrati je pesem podrla več glasbenih rekordov, saj je postala najbolj predvajana in največkrat pretočena skladba v zgodovini.

## Diskografija

### Studijski albumi
- Comenzaré (1998)
- Eterno (2000)
- Amor Secreto (2002)
- Abrazar la vida (2003)
- Paso a Paso (2005)
- Palabras del Silencio (2008)
- Tierra Firme (2011)
- 8 (2014)

### Kompilacije
- Remixes (2001)
- Fight the Feeling (2002)
- Éxitos 98:06 (2006)
- Romances (2013)

### DVD
- Luis Fonsi Live (2004)
- Éxitos 98:06 Los Videos (2006)